# オスヴァルト・アッヒェンバッハ
オスヴァルト・アッヒェンバッハ（Oswald Achenbach、1827年2月2日 - 1905年2月1日）はドイツの風景画家である。

## 略歴
デュッセルドルフで生まれた。醸造業や宿屋の経営者の息子で兄に有名な風景画家、アンドレアス・アッヒェンバッハ(1815-1910)がいる。兄と同じように幼い頃から美術教育を受け1835年からデュッセルドルフ美術アカデミーの基礎クラスで学んだ。美術アカデミーを1841年で退校し、地元で風景を写生する暮らしを送った後、1843年からオーバーバイエルンやチロルを旅した。1845年からはアルベルト・フラム（Albert Flamm:1823–1906）と北イタリアを旅し、その後アッヒェンバッハはイタリアの風景を題材に描くようになった。この時代のアッヒェンバッハの画風はデュッセルドルフ美術アカデミーの教授、ヨハン・ヴィルヘルム・シルマーやロットマン（Carl Rottmann）の影響を受けていた。
1850年の夏から再度、イタリアを旅しジェノヴァやローマを訪れ、アッヒェンバッハの風景画は高い評価を得るようになった。1863年にデュッセルドルフ美術アカデミーの風景画の教授となり、1872年まで教えた。

## 作品

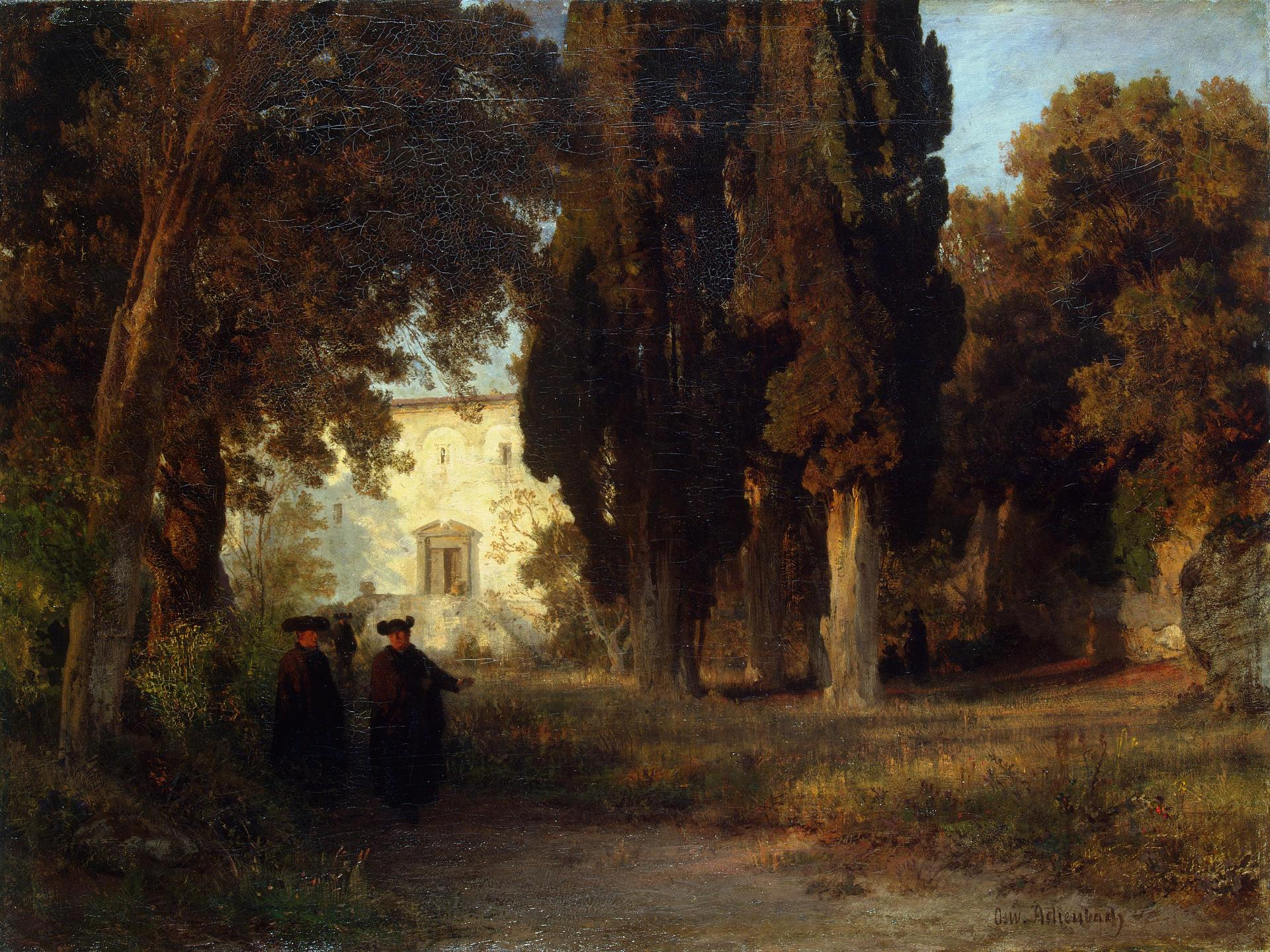
「修道院の庭」(1857)
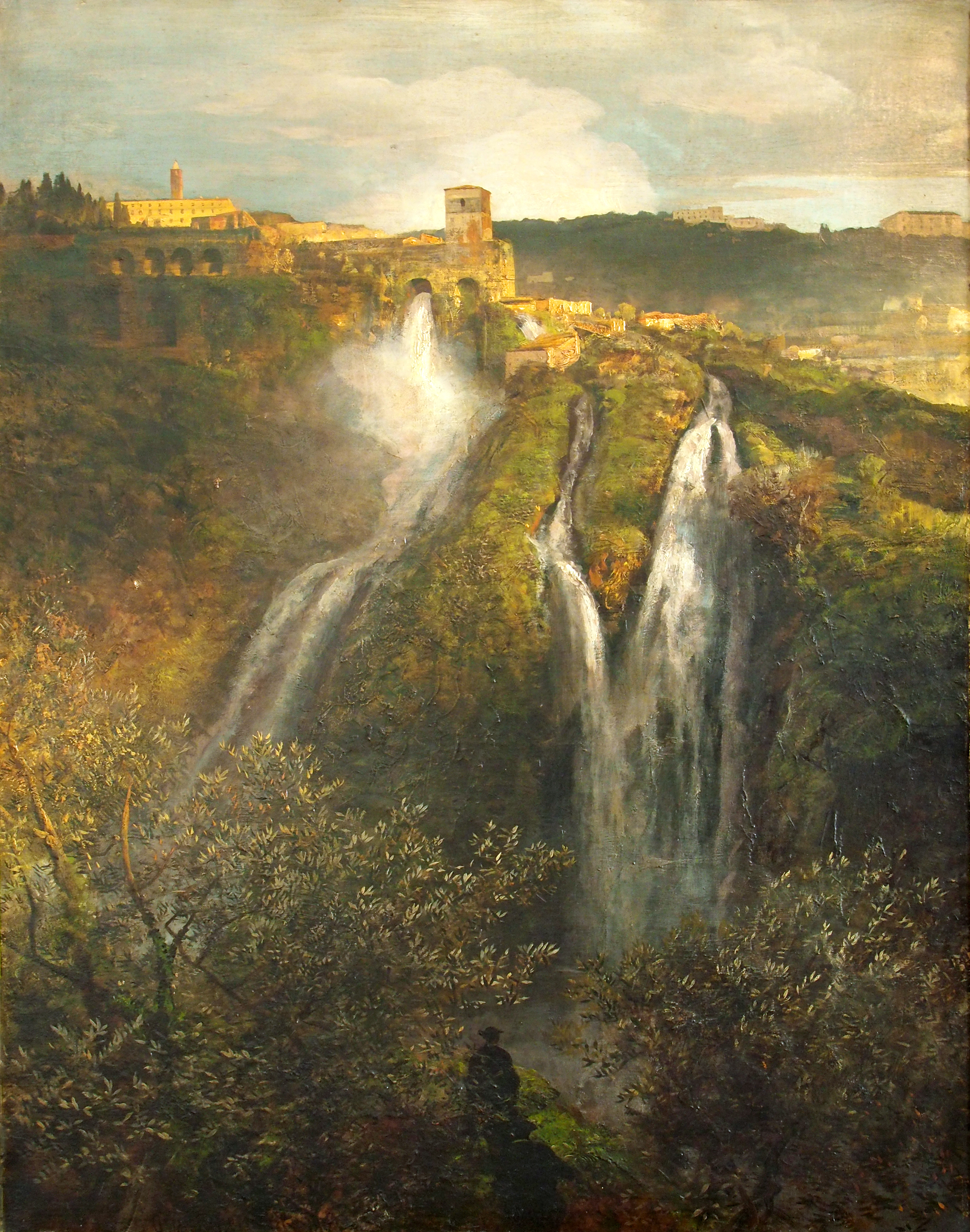
ティヴォリ近くの滝
ナポリの花火
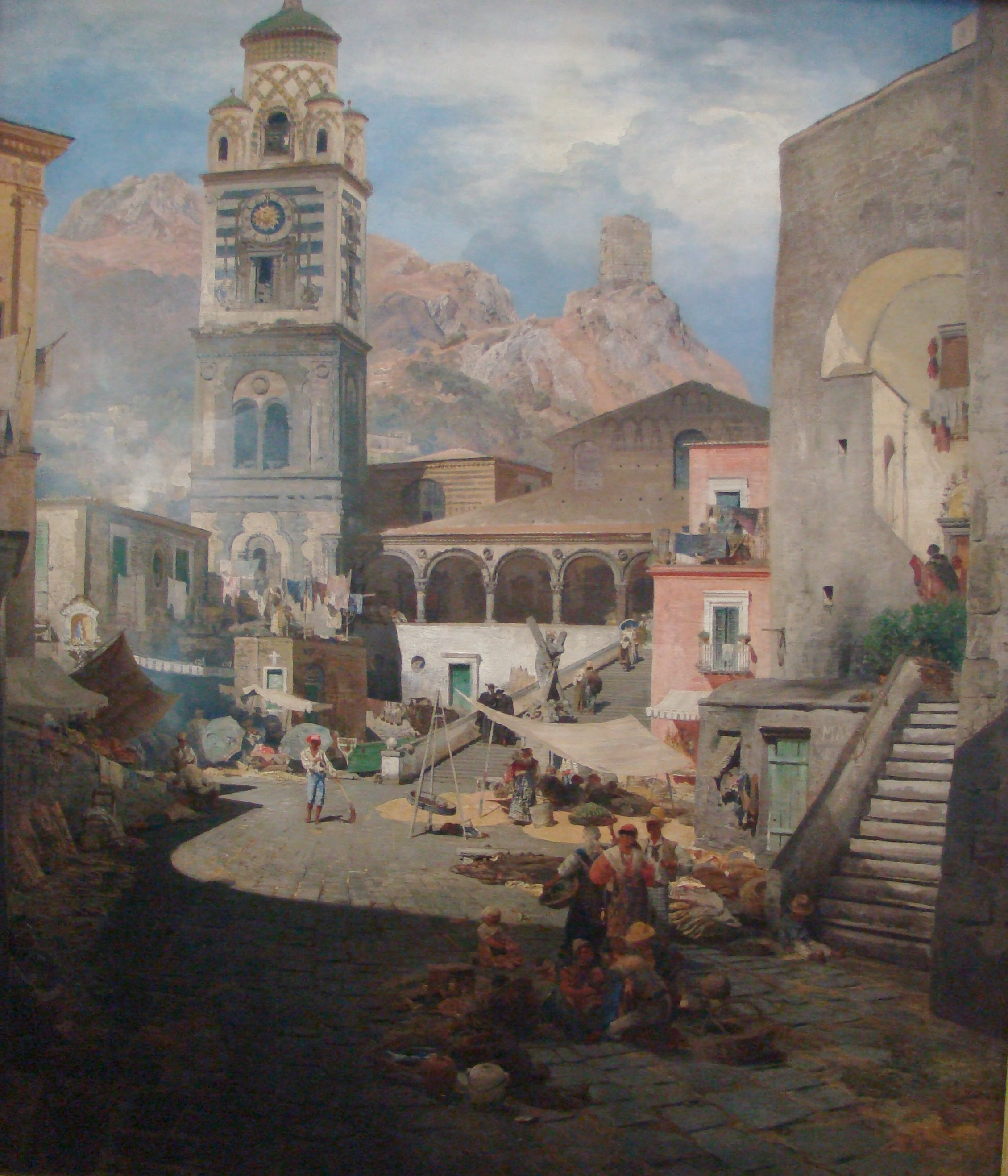
アマルフィの市場
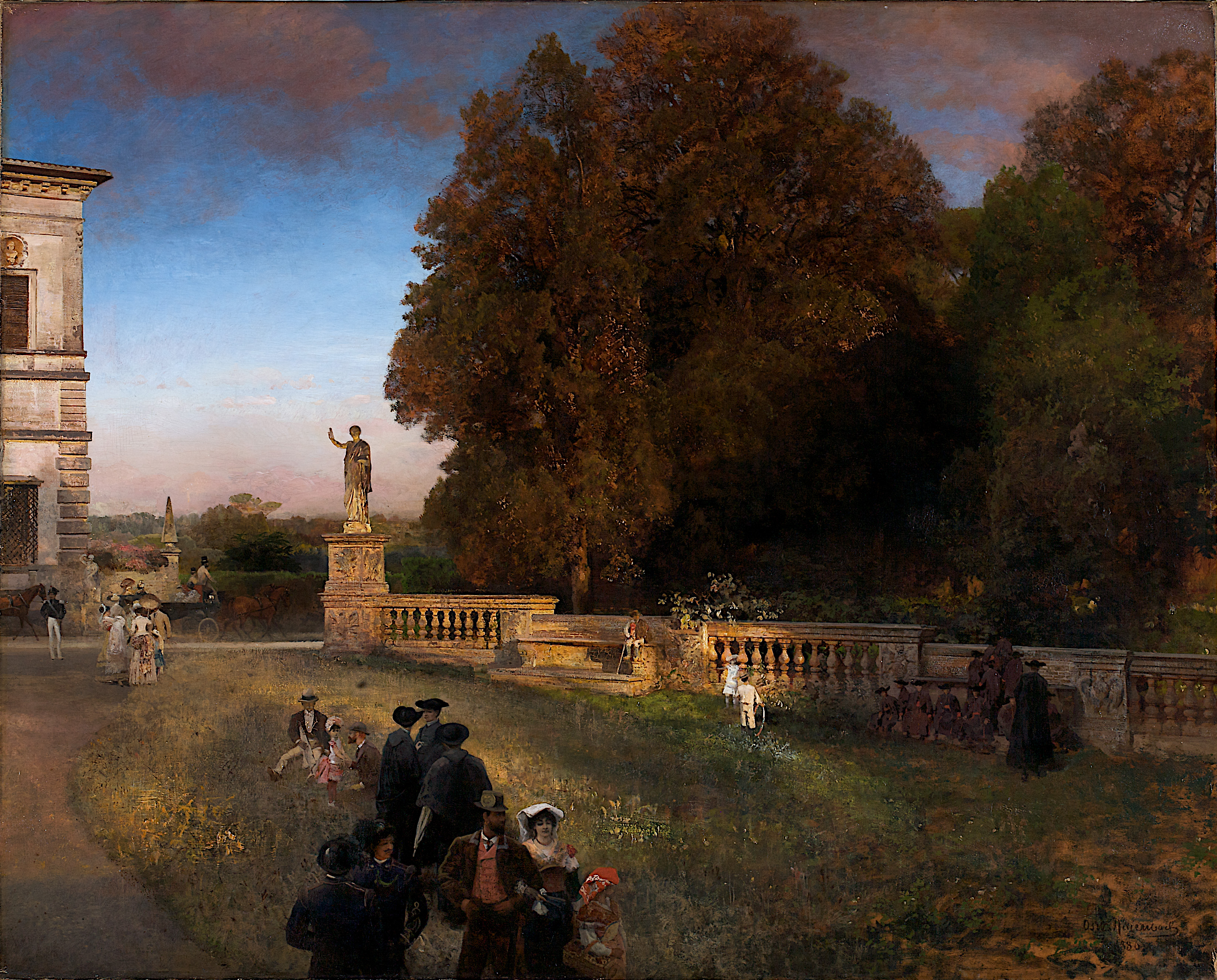
ボルゲーゼ公園
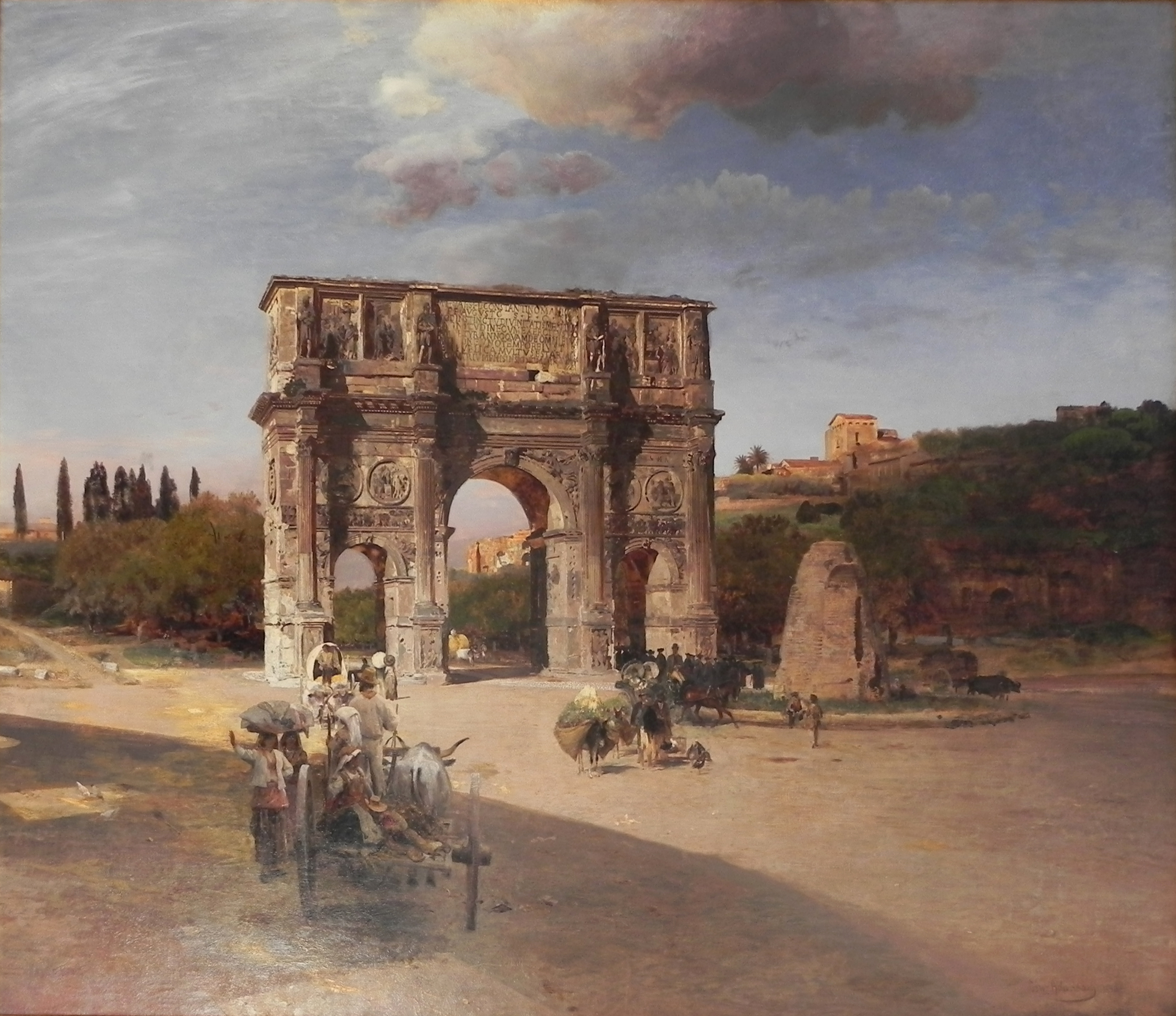
ローマの凱旋門
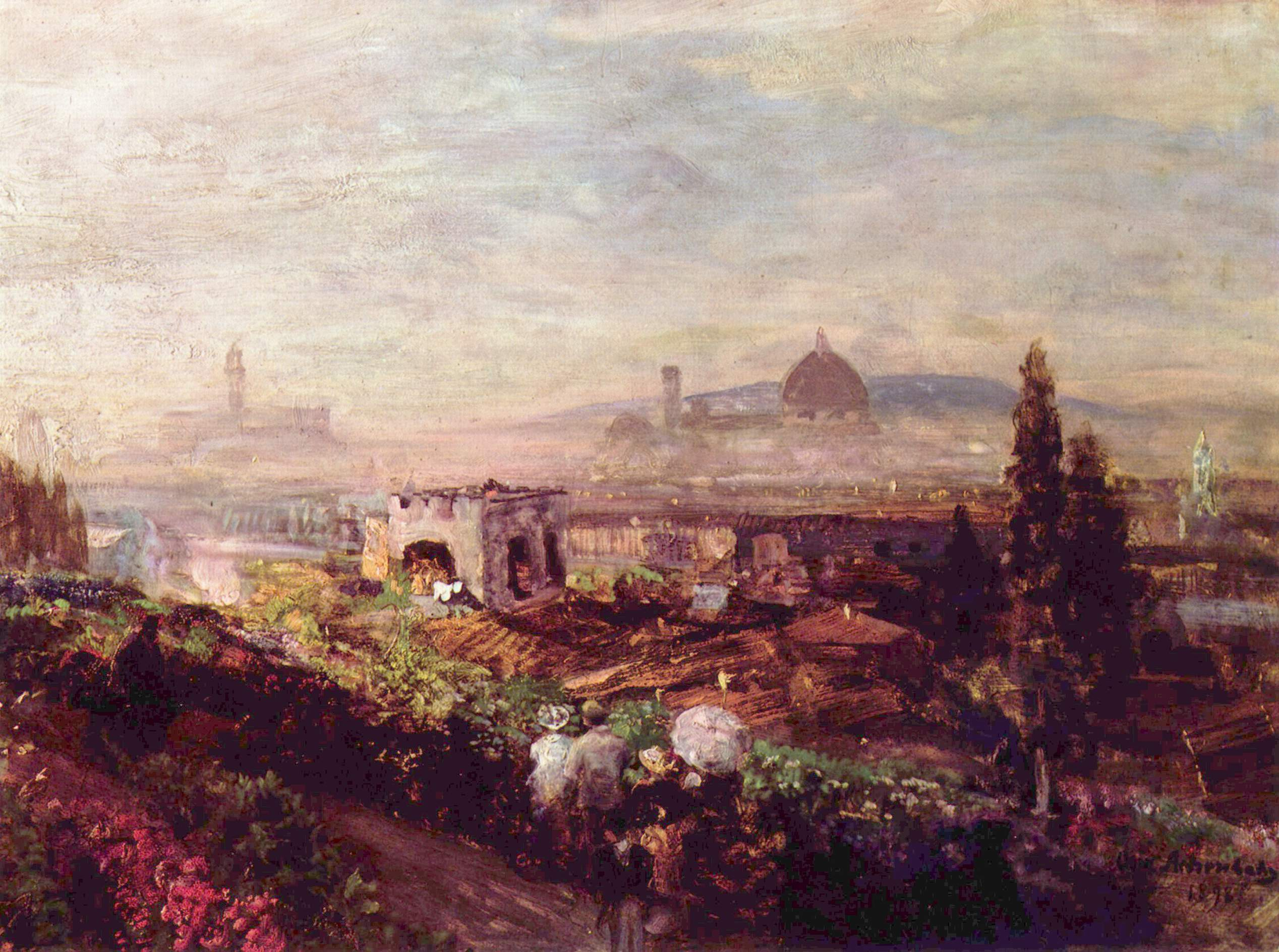
フィレンツェ
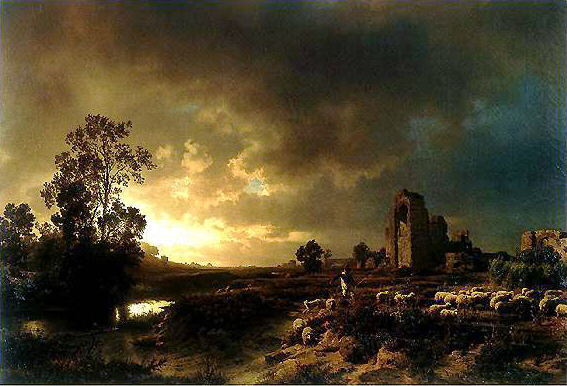
カンパーニャ・ロマーナの夜景